# Danh sách cầu thủ tham dự Giải vô địch bóng đá Đông Nam Á 2007
Đây là các đội hình tham dự Giải vô địch bóng đá Đông Nam Á 2007 đồng tổ chức bởi Thái Lan và Singapore diễn ra từ 12 tháng 1 đến 4 tháng 2 năm 2007. Tuổi của cầu thủ được tính đến ngày khai mạc giải đấu (12 tháng 1 năm 2007).

## Bảng A

### Thái Lan
Huấn luyện viên:  Chanvit Phalajivin
| Số | Vt | Cầu thủ                 | Ngày sinh (tuổi)            | Số trận | Câu lạc bộ                      |
| -- | -- | ----------------------- | --------------------------- | ------- | ------------------------------- |
| 1  | TM | Umarin Yaodam           | 22 tháng 1, 1980 (26 tuổi)  |         | Provincial Electrical Authority |
| 2  | TV | Suree Sukha             | 27 tháng 7, 1982 (24 tuổi)  |         | Chonburi                        |
| 3  | HV | Peeratat Phoruendee     | 15 tháng 3, 1979 (27 tuổi)  |         | BEC Tero Sasana                 |
| 4  | HV | Jetsada Jitsawad        | 5 tháng 8, 1980 (26 tuổi)   |         | TTM Phichit                     |
| 5  | HV | Niweat Siriwong         | 18 tháng 7, 1977 (29 tuổi)  |         | BEC Tero Sasana                 |
| 6  | HV | Nattaporn Phanrit       | 11 tháng 1, 1982 (25 tuổi)  |         | Provincial Electrical Authority |
| 7  | TV | Datsakorn Thonglao      | 30 tháng 12, 1983 (23 tuổi) |         | Hoàng Anh Gia Lai               |
| 8  | TV | Hatthaporn Suwan        | 23 tháng 2, 1984 (22 tuổi)  |         | Provincial Electrical Authority |
| 9  | TĐ | Sarayoot Chaikamdee     | 24 tháng 9, 1981 (25 tuổi)  |         | Pisico Bình Định                |
| 12 | TV | Pichitphong Choeichiu   | 28 tháng 8, 1982 (24 tuổi)  |         | Krung Thai Bank                 |
| 13 | TĐ | Kiatisuk Senamuang (c)  | 11 tháng 8, 1973 (33 tuổi)  |         | BEC Tero Sasana                 |
| 14 | TĐ | Suchao Nuchnum          | 17 tháng 5, 1983 (23 tuổi)  |         | TOT                             |
| 15 | TV | Jakkrit Bunkham         | 7 tháng 12, 1982 (24 tuổi)  |         | Osotspa                         |
| 16 | TV | Phaisan Pona            | 13 tháng 3, 1982 (24 tuổi)  |         | Chonburi                        |
| 17 | TĐ | Sutee Suksomkit         | 5 tháng 6, 1978 (28 tuổi)   |         | Tampines Rovers                 |
| 18 | TM | Kosin Hathairattanakool | 23 tháng 3, 1982 (24 tuổi)  |         | Chonburi                        |
| 19 | HV | Natthaphong Samana      | 29 tháng 6, 1984 (22 tuổi)  |         | Krung Thai Bank                 |
| 20 | HV | Choketawee Promrut      | 16 tháng 3, 1975 (31 tuổi)  |         | Johor                           |
| 21 | TV | Nirut Surasiang         | 20 tháng 2, 1979 (27 tuổi)  |         | Pisico Bình Định                |
| 22 | TM | Kittisak Rawangpa       | 3 tháng 1, 1975 (32 tuổi)   |         | TTM Phichit                     |
| 23 | TĐ | Pipat Thonkanya         | 4 tháng 1, 1979 (28 tuổi)   |         | BEC Tero Sasana                 |
| 25 | TĐ | Kwanchai Fuangprakob    | 28 tháng 5, 1978 (28 tuổi)  |         | TTM Phichit                     |

### Malaysia
Huấn luyện viên:  Ong Kim Swee
| Số | Vt | Cầu thủ                                   | Ngày sinh (tuổi)            | Số trận | Câu lạc bộ     |
| -- | -- | ----------------------------------------- | --------------------------- | ------- | -------------- |
| 1  | TM | Mohd Syamsuri Mustafa                     | 6 tháng 2, 1981 (25 tuổi)   |         | Terengganu     |
| 2  | HV | Azizi Matt Rose                           | 6 tháng 11, 1981 (25 tuổi)  |         | PDRM           |
| 3  | TV | Mohd Fauzi Nan                            | 20 tháng 1, 1980 (26 tuổi)  |         | Perlis         |
| 5  | HV | Norhafiz Zamani Misbah                    | 15 tháng 7, 1981 (25 tuổi)  |         | Pahang         |
| 6  | HV | V. Thirumurugan                           | 9 tháng 1, 1983 (24 tuổi)   |         | Kedah          |
| 7  | HV | Muhamad Kaironnisam Sahabudin Hussain (c) | 10 tháng 5, 1979 (27 tuổi)  |         | UPB-MyTeam     |
| 8  | TV | Chan Wing Hoong                           | 29 tháng 4, 1977 (29 tuổi)  |         | Perak          |
| 10 | TV | Mohammad Hardi Jaafar                     | 30 tháng 5, 1979 (27 tuổi)  |         | Perak          |
| 11 | TĐ | Mohd Nizaruddin Yusof                     | 10 tháng 11, 1979 (27 tuổi) |         | Perlis         |
| 13 | TĐ | Samransak Kram                            | 10 tháng 11, 1985 (21 tuổi) |         | Kedah          |
| 14 | TV | Mohd Khyril Muhymeen Zambri               | 10 tháng 5, 1987 (19 tuổi)  |         | Kedah          |
| 15 | HV | Irwan Fadzli Idrus                        | 2 tháng 6, 1981 (25 tuổi)   |         | UPB-MyTeam     |
| 16 | TV | Eddy Helmi Abdul Manan                    | 8 tháng 12, 1979 (27 tuổi)  |         | Johor          |
| 17 | TV | K. Nanthakumar                            | 13 tháng 10, 1977 (29 tuổi) |         | Perak          |
| 18 | TĐ | Mohd Fadzli Saari                         | 1 tháng 1, 1983 (24 tuổi)   |         | Selangor       |
| 19 | TV | Mohd Safiq Rahim                          | 5 tháng 7, 1987 (19 tuổi)   |         | Selangor       |
| 20 | TĐ | Hairuddin Omar                            | 29 tháng 9, 1979 (27 tuổi)  |         | Pahang         |
| 21 | TM | Azizon Abdul Kadir                        | 10 tháng 6, 1981 (25 tuổi)  |         | Negri Sembilan |
| 23 | TV | Rezal Zambery Yahya                       | 10 tháng 10, 1978 (28 tuổi) |         | Negri Sembilan |
| 25 | TV | Muhammad Shukor Adan                      | 24 tháng 9, 1979 (27 tuổi)  |         | Selangor       |

### Myanmar
Huấn luyện viên:  U Sann Win
| Số | Vt | Cầu thủ          | Ngày sinh (tuổi)            | Số trận | Câu lạc bộ                      |
| -- | -- | ---------------- | --------------------------- | ------- | ------------------------------- |
| 1  | TM | Aung Aung Oo     | 8 tháng 6, 1982 (24 tuổi)   |         | Finance and Revenue             |
| 2  | HV | Min Thu          | 2 tháng 6, 1979 (27 tuổi)   |         | Ministry of Commerce            |
| 3  | HV | Moe Win          | 30 tháng 8, 1988 (18 tuổi)  |         | Kanbawza                        |
| 4  | TV | Zaw Lynn Tun (c) | 23 tháng 7, 1983 (23 tuổi)  |         | Home Affairs                    |
| 5  | HV | Khin Maung Lwin  | 27 tháng 12, 1988 (18 tuổi) |         | Kanbawza                        |
| 6  | HV | Khin Maung Tun   | 18 tháng 9, 1985 (21 tuổi)  |         |                                 |
| 7  | HV | Aung Myo Thant   | 1 tháng 12, 1988 (18 tuổi)  |         | Ministry of Commerce            |
| 8  | TĐ | Aung Myint Aye   |                             |         |                                 |
| 9  | TĐ | Yan Paing        | 27 tháng 11, 1983 (23 tuổi) |         | Finance and Revenue             |
| 10 | TV | Soe Myat Min     | 19 tháng 5, 1982 (24 tuổi)  |         | Ministry of Finance and Revenue |
| 11 | TĐ | Si Thu Win       | 5 tháng 10, 1985 (21 tuổi)  |         |                                 |
| 12 | HV | Zaw Htet Aung    | 11 tháng 5, 1987 (19 tuổi)  |         | Ministry of Energy              |
| 13 | HV | Aye San          |                             |         |                                 |
| 14 | TV | Kyaw Khine Win   | 23 tháng 12, 1983 (23 tuổi) |         | Ministry of Energy              |
| 15 | TV | Yazar Win Thein  | 9 tháng 4, 1988 (18 tuổi)   |         |                                 |
| 16 | TV | Myo Min Tun      | 14 tháng 7, 1986 (20 tuổi)  |         | Ministry of Commerce            |
| 17 | TV | Soe Thiha Aung   | 12 tháng 12, 1988 (18 tuổi) |         |                                 |
| 18 | TM | Kyaw Zin Htet    | 2 tháng 3, 1987 (19 tuổi)   |         |                                 |
| 19 | TM | Ko Ko Aung       |                             |         |                                 |
| 20 | TV | Kyaw Thu Ra      | 10 tháng 12, 1984 (22 tuổi) |         |                                 |
| 21 | TĐ | Kyaw Thi Ha      | 24 tháng 8, 1986 (20 tuổi)  |         |                                 |
| 22 | TĐ | Hla Aye Htwe     |                             |         |                                 |

### Philippines
Huấn luyện viên:  Jose Ariston Caslib
| Số | Vt | Cầu thủ                | Ngày sinh (tuổi)            | Số trận | Câu lạc bộ                 |
| -- | -- | ---------------------- | --------------------------- | ------- | -------------------------- |
| 1  | TM | Michael Casas          | 12 tháng 3, 1986 (20 tuổi)  |         | San Beda College           |
| 2  | HV | Phil Greatwich         | 21 tháng 1, 1987 (19 tuổi)  |         | Towson University          |
| 4  | HV | Anton del Rosario      | 23 tháng 12, 1981 (25 tuổi) |         | Kaya                       |
| 5  | HV | Johanne Sablon         | 25 tháng 7, 1986 (20 tuổi)  |         | San Beda College           |
| 6  | TV | Anto Gonzales          | 1 tháng 5, 1981 (25 tuổi)   |         | Claret                     |
| 7  | TĐ | Ali Go                 | 21 tháng 9, 1976 (30 tuổi)  |         | Kaya                       |
| 8  | TV | James Younghusband     | 4 tháng 9, 1986 (20 tuổi)   |         | Staines Town               |
| 9  | TĐ | Jan Benedict           | 22 tháng 3, 1980 (26 tuổi)  |         |                            |
| 10 | TV | Christopher Greatwich  | 30 tháng 9, 1983 (23 tuổi)  |         | Lewes                      |
| 11 | TV | Jeffrey Liman          | 19 tháng 5, 1984 (22 tuổi)  |         | San Beda College           |
| 13 | TV | Emelio Caligdong       | 8 tháng 9, 1982 (24 tuổi)   |         | Philippine Air Force       |
| 14 | TV | Ariel Zerrudo          | 10 tháng 5, 1981 (25 tuổi)  |         | Lateo                      |
| 16 | TV | Arnie Pasinabo         | 4 tháng 2, 1986 (20 tuổi)   |         | University of St. La Salle |
| 17 | TĐ | Alvin Valeroso         | 25 tháng 4, 1983 (23 tuổi)  |         | Kaya                       |
| 18 | HV | Alexander Borromeo (c) | 28 tháng 6, 1983 (23 tuổi)  |         | Kaya                       |
| 19 | TĐ | Dan Padernal           | 17 tháng 5, 1981 (25 tuổi)  |         | Mendiola United            |
| 20 | HV | Alvin Ocampo           | 5 tháng 8, 1977 (29 tuổi)   |         | Union Manila               |
| 21 | TV | Henry Brauner          | 10 tháng 5, 1984 (22 tuổi)  |         | University of Arizona      |
| 22 | TM | Archie Bayquin         | 4 tháng 11, 1983 (23 tuổi)  |         | University of St. La Salle |
| 23 | TM | Alvin Montañez         | 10 tháng 12, 1983 (23 tuổi) |         | Silliman University        |
| 24 | HV | Armand Del Rosario     | 8 tháng 12, 1978 (28 tuổi)  |         | Kaya                       |
| 25 | TV | Jerome Orcullo         | 9 tháng 5, 1984 (22 tuổi)   |         | San Beda College           |

## Bảng B

### Singapore
Huấn luyện viên:  Raddy Avramovic
| Số | Vt | Cầu thủ              | Ngày sinh (tuổi)            | Số trận | Câu lạc bộ             |
| -- | -- | -------------------- | --------------------------- | ------- | ---------------------- |
| 1  | TM | Hassan Sunny         | 2 tháng 4, 1984 (22 tuổi)   |         | Geylang United         |
| 2  | TV | Ridhuan Muhammad     | 6 tháng 5, 1984 (22 tuổi)   |         | Tampines Rovers        |
| 3  | HV | Ismail Yunos         | 24 tháng 10, 1986 (20 tuổi) |         | Young Lions            |
| 4  | TV | Isa Halim            | 15 tháng 5, 1986 (20 tuổi)  |         | Young Lions            |
| 5  | HV | Aide Iskandar (c)    | 28 tháng 5, 1975 (31 tuổi)  |         | Geylang United         |
| 6  | HV | Baihakki Khaizan     | 31 tháng 1, 1984 (22 tuổi)  |         | Young Lions            |
| 7  | TV | Shi Jiayi            | 2 tháng 9, 1983 (23 tuổi)   |         | Home United            |
| 8  | TĐ | Mohd Noh Alam Shah   | 3 tháng 9, 1980 (26 tuổi)   |         | Arema Indonesia        |
| 10 | TĐ | Indra Sahdan         | 5 tháng 3, 1979 (27 tuổi)   |         | Home United            |
| 11 | TĐ | Fazrul Nawaz         | 17 tháng 4, 1985 (21 tuổi)  |         | Young Lions            |
| 12 | TĐ | Masrezwan Masturi    | 17 tháng 2, 1981 (25 tuổi)  |         | Singapore Armed Forces |
| 13 | HV | Hafiz Osman          | 15 tháng 2, 1984 (22 tuổi)  |         | Singapore Armed Forces |
| 14 | HV | Shunmugham Subramani | 5 tháng 8, 1972 (34 tuổi)   |         | Home United            |
| 15 | TV | Mustafic Fahrudin    | 17 tháng 4, 1981 (25 tuổi)  |         | Tampines Rovers        |
| 16 | HV | Daniel Bennett       | 7 tháng 1, 1978 (29 tuổi)   |         | Singapore Armed Forces |
| 17 | TV | Shahril Ishak        | 23 tháng 1, 1984 (22 tuổi)  |         | Home United            |
| 18 | TM | Lionel Lewis         | 16 tháng 12, 1982 (24 tuổi) |         | Home United            |
| 19 | TĐ | Khairul Amri         | 14 tháng 3, 1985 (21 tuổi)  |         | Young Lions            |
| 20 | HV | Noh Rahman           | 2 tháng 8, 1980 (26 tuổi)   |         | Geylang United         |
| 21 | HV | Precious Emuejeraye  | 21 tháng 3, 1983 (23 tuổi)  |         | Gombak United          |
| 22 | TĐ | Itimi Dickson        | 14 tháng 11, 1983 (23 tuổi) |         | Persitara              |
| 30 | TM | Fadhil Salim         | 24 tháng 1, 1983 (23 tuổi)  |         | Woodlands Wellington   |

### Việt Nam
Huấn luyện viên:  Alfred Riedl
| Số | Vt | Cầu thủ                | Ngày sinh (tuổi)            | Số trận | Câu lạc bộ                   |
| -- | -- | ---------------------- | --------------------------- | ------- | ---------------------------- |
| 1  | TM | Bùi Quang Huy          | 24 tháng 7, 1982 (24 tuổi)  |         | Nam Định                     |
| 2  | HV | Phùng Văn Nhiên        | 23 tháng 11, 1982 (24 tuổi) |         | Nam Định                     |
| 3  | TV | Nguyễn Huy Hoàng       | 4 tháng 1, 1981 (26 tuổi)   |         | Sông Lam Nghệ An             |
| 4  | HV | Nguyễn Minh Đức        | 14 tháng 9, 1983 (23 tuổi)  |         | Sông Lam Nghệ An             |
| 5  | HV | Nguyễn Văn Biển        | 27 tháng 4, 1985 (21 tuổi)  |         | Nam Định                     |
| 6  | TV | Nguyễn Hữu Thắng       | 22 tháng 6, 1980 (26 tuổi)  |         | Xi măng Vinakansai Ninh Bình |
| 7  | HV | Vũ Như Thành           | 28 tháng 8, 1981 (25 tuổi)  |         | Bình Dương                   |
| 8  | TĐ | Thạch Bảo Khanh        | 25 tháng 4, 1979 (27 tuổi)  |         | Thể Công Viettel             |
| 9  | TĐ | Lê Công Vinh           | 10 tháng 12, 1985 (21 tuổi) |         | Sông Lam Nghệ An             |
| 10 | TĐ | Đặng Phương Nam        | 15 tháng 12, 1976 (30 tuổi) |         | Thể Công Viettel             |
| 11 | TV | Lê Hồng Minh           | 15 tháng 9, 1978 (28 tuổi)  |         | Đà Nẵng                      |
| 12 | TV | Nguyễn Minh Phương (c) | 5 tháng 7, 1980 (26 tuổi)   |         | Gạch Đồng Tâm Long An        |
| 14 | TV | Lê Tấn Tài             | 4 tháng 1, 1984 (23 tuổi)   |         | Khatoco Khánh Hòa            |
| 15 | HV | Nguyễn Mạnh Dũng       | 12 tháng 3, 1977 (29 tuổi)  |         | Hà Nội ACB                   |
| 16 | HV | Huỳnh Quang Thanh      | 10 tháng 10, 1984 (22 tuổi) |         | Bình Dương                   |
| 17 | TV | Nguyễn Vũ Phong        | 6 tháng 2, 1985 (21 tuổi)   |         | Bình Dương                   |
| 18 | TĐ | Phan Thanh Bình        | 1 tháng 11, 1986 (20 tuổi)  |         | Đồng Tháp                    |
| 20 | TĐ | Đặng Văn Thành         | 30 tháng 9, 1984 (22 tuổi)  |         | Hải Phòng                    |
| 21 | TV | Nguyễn Minh Chuyên     | 9 tháng 11, 1985 (21 tuổi)  |         | Cảng Sài Gòn                 |
| 23 | TV | Trần Đức Dương         | 2 tháng 5, 1983 (23 tuổi)   |         | Nam Định                     |
| 24 | TM | Dương Hồng Sơn         | 20 tháng 11, 1982 (24 tuổi) |         | Sông Lam Nghệ An             |
| 25 | TM | Nguyễn Thế Anh         | 21 tháng 9, 1981 (25 tuổi)  |         | Bình Dương                   |

### Indonesia
Huấn luyện viên:  Peter Withe
| Số | Vt | Cầu thủ              | Ngày sinh (tuổi)           | Số trận | Câu lạc bộ          |
| -- | -- | -------------------- | -------------------------- | ------- | ------------------- |
| 1  | TM | Hendro Kartiko       | 24 tháng 4, 1973 (33 tuổi) |         | Arema               |
| 3  | HV | Erol Iba             | 6 tháng 8, 1979 (27 tuổi)  |         | Persik Kediri       |
| 4  | HV | Ricardo Salampessy   | 18 tháng 2, 1984 (22 tuổi) |         | Persipura Jayapura  |
| 5  | HV | Maman Abdurahman     | 12 tháng 5, 1982 (24 tuổi) |         | PSIS Semarang       |
| 6  | HV | I Gusti Bayu Sutha   | 28 tháng 5, 1977 (29 tuổi) |         | Persib Bandung      |
| 7  | TV | Eka Ramdani          | 18 tháng 6, 1984 (22 tuổi) |         | Persib Bandung      |
| 8  | TĐ | Elie Aiboy           | 20 tháng 4, 1979 (27 tuổi) |         | Arema               |
| 9  | TĐ | Ilham Jaya Kesuma    | 19 tháng 9, 1978 (28 tuổi) |         | Persita Tangerang   |
| 11 | TV | Ponaryo Astaman (c)  | 25 tháng 9, 1979 (27 tuổi) |         | Melaka TMFC         |
| 12 | TM | Samsidar             | 15 tháng 7, 1982 (24 tuổi) |         | PSM Makassar        |
| 13 | TĐ | Budi Sudarsono       | 19 tháng 9, 1979 (27 tuổi) |         | Persik Kediri       |
| 14 | HV | Ismed Sofyan         | 28 tháng 8, 1978 (28 tuổi) |         | Persija Jakarta     |
| 15 | HV | Ledi Utomo           | 13 tháng 6, 1983 (23 tuổi) |         | Persikota Tangerang |
| 16 | TV | Syamsul Chaeruddin   | 9 tháng 2, 1983 (23 tuổi)  |         | PSM Makassar        |
| 17 | TĐ | Atep                 | 5 tháng 6, 1985 (21 tuổi)  |         | Persija Jakarta     |
| 18 | HV | Firmansyah           | 7 tháng 4, 1980 (26 tuổi)  |         | Sriwijaya FC        |
| 19 | TĐ | Zaenal Arief         | 3 tháng 1, 1981 (26 tuổi)  |         | Persib Bandung      |
| 20 | TĐ | Bambang Pamungkas    | 10 tháng 6, 1980 (26 tuổi) |         | Selangor            |
| 21 | TM | Yandri Pitoy         | 15 tháng 1, 1981 (25 tuổi) |         | Persipura Jayapura  |
| 22 | HV | Supardi Nasir        | 9 tháng 4, 1983 (23 tuổi)  |         | PSMS Medan          |
| 23 | HV | Mahyadi Panggabean   | 8 tháng 1, 1982 (25 tuổi)  |         | PSMS Medan          |
| 24 | TĐ | Saktiawan Sinaga     | 19 tháng 2, 1982 (24 tuổi) |         | PSMS Medan          |
| 25 | TV | Agus Indra Kurniawan | 7 tháng 2, 1982 (24 tuổi)  |         | Persija Jakarta     |

### Lào
Huấn luyện viên:  Saythong Syphasay
| Số | Vt | Cầu thủ                     | Ngày sinh (tuổi)            | Số trận | Câu lạc bộ                 |
| -- | -- | --------------------------- | --------------------------- | ------- | -------------------------- |
| 1  | TM | Sengphachan Bounthisanh     | 1 tháng 6, 1987 (19 tuổi)   |         | Vientiane                  |
| 2  | HV | Soulivanh Rathsachack       | 28 tháng 9, 1987 (19 tuổi)  |         | MCTPC                      |
| 3  | HV | Kovanh Namthavixay          | 23 tháng 7, 1987 (19 tuổi)  |         |                            |
| 4  | TV | Khamxay Phakasy             | 21 tháng 3, 1986 (20 tuổi)  |         | National University of Lào |
| 5  | TĐ | Souksamay Manhmanyvong      | 20 tháng 9, 1986 (20 tuổi)  |         |                            |
| 6  | HV | Chandalaphone Liemvisay     | 14 tháng 4, 1986 (20 tuổi)  |         | Lao-American College       |
| 7  | TV | Sounthalay Saysongkham      | 21 tháng 8, 1987 (19 tuổi)  |         | National University of Lào |
| 8  | TV | Saynakhonevieng Phommapanya | 28 tháng 10, 1987 (19 tuổi) |         |                            |
| 9  | TĐ | Visay Phaphouvanin          | 12 tháng 6, 1985 (21 tuổi)  |         | Vientiane                  |
| 10 | TĐ | Sola Sirivonghanh           |                             |         |                            |
| 11 | HV | Keovisian Keovilay          | 1 tháng 11, 1983 (23 tuổi)  |         |                            |
| 12 | TV | Phayvanh Lounglath          | 8 tháng 3, 1983 (23 tuổi)   |         | Lao Army                   |
| 13 | HV | Kaysone Soukhavong          | 7 tháng 6, 1987 (19 tuổi)   |         | Lao Banks                  |
| 14 | TV | Sonesavath Sayyasith        |                             |         |                            |
| 15 | HV | Vongphet Sylisay            | 7 tháng 9, 1988 (18 tuổi)   |         |                            |
| 16 | TV | Kita Sysavanh               | 19 tháng 6, 1983 (23 tuổi)  |         | Johor                      |
| 17 | TĐ | Sathongyot Sisomephone      | 16 tháng 3, 1984 (22 tuổi)  |         | Lao Army                   |
| 18 | TM | Phoutpasong Sengdalavong    | 1 tháng 3, 1983 (23 tuổi)   |         | Kanlagna                   |
| 19 | TV | Soubandit Thammavong        | 9 tháng 10, 1991 (15 tuổi)  |         |                            |
| 20 | TV | Dao Khotsaya                | 1 tháng 7, 1990 (16 tuổi)   |         |                            |
| 22 | TĐ | Boo Syhalath                |                             |         |                            |